# جوریسلو
جوریسلو (به صربی: Đuriselo) یک منطقهٔ مسکونی در صربستان است که در Stanovo واقع شده‌است. جوریسلو ۶۹۹ نفر جمعیت دارد.